# Sarong Partygirl
Bei dem Begriff Sarong Party Girl (auch verbreitet als SPG) handelt es sich um eine Bezeichnung für eine Frau chinesischer Abstammung in Singapur und (zu einem geringeren Teil) auch auf der malaiischen Halbinsel, die Partnerschaften vorzugsweise mit Männern europäischer Herkunft eingeht.

## Etymologie
Der Begriff Sarong Partygirl hat seine Wurzeln in den späten 1940er bis frühen 1950er Jahren, als Singapur noch vom britischen Empire regiert wurde. In der Regel verbrachten Angehörige der britischen Streitkräfte ihre Freizeit untereinander und entsprechend ihrer militärischen Ränge, Offiziere getrennt von Mannschaften. In bestimmten Fällen wurden aber auch einheimische singapurische Gäste zu von den Briten veranstalteten gesellschaftlichen Anlässen eingeladen. Der Begriff „Sarong-Party“ wurde verwendet, wenn einheimische Damen anwesend waren, die einen Sarong trugen. Dies ist ein Wickelrock, der bei singapurischen Männern und Frauen der damaligen Zeit sehr beliebt war.

## Häufige Klischees
Historisch gesehen hatte das stereotype „Sarong-Partymädchen“ einen nachgemachten ausländischen Akzent, war provokativ gekleidet und bevorzugte ausschließlich weiße Männer, die entweder in Singapur oder im Ausland lebten. Das Sarong-Partygirl-Stereotyp trug viel zu Singapurs mondänem Image der 1970er Jahre bei. Filme wie Saint Jack unterstützen dieses Klischee. Das Sarong-Partygirl-Stereotyp wurde in den 1990er Jahren zudem durch eine Reihe von Büchern des australischen Schriftstellers Jim Aitchison populär gemacht, der in seinen Büchern eine satirische Darstellung der SPG und ähnlicher Aspekte der singapurischen Kultur darstellte. Im Laufe der Zeit hat der Begriff eine etwas neutralere Bedeutung angenommen. Heutzutage werden Sarong-Partygirls nicht mehr durch eine bestimmte Kleiderordnung oder ein bestimmtes Äußeres identifiziert, sondern der Begriff bezieht sich einfach auf jede einheimische Frau, die es vorzieht, mit europäischen Männern Partnerschaften einzugehen.

### Definitionen
- from the Coxford Singlish Dictionary
- from A Dictionary of Singlish and Singapore English

### Artikel
- "Naked Blogger Attracts Thousands" (13 June 2005) from the Sydney Morning Herald